# Happy Magic
Happy Magic è stato un programma televisivo italiano di genere varietà, condotto da Sammy Barbot, Federica Moro e Liana Orfei e andato in onda su Raiuno in 64 puntate dal 6 novembre 1982 al 17 giugno 1983.

## Caratteristiche
Diretta da Adolfo Lippi – che ne era anche l'autore con Sammy Barbot, Ranuccio Bastioni, Elvio Porta ed Angelo Saccarello – andava in onda alle 18:50, ed era il seguito ideale di Happy Circus. In esso Sammy Barbot era il presentatore principale, coadiuvato da Federica Moro, mentre Liana Orfei conduceva il segmento "Happyland Show" e Paolo Cavallina si occupava delle interviste. Il regista della seconda unità era Renzo Martinelli, futuro regista, sceneggiatore e produttore cinematografico.
Il pubblico era composto da ragazzi e ragazze posti in una colorata scenografia. Diversi erano gli ospiti musicali, tra i quali i Rockets, che presentarono tre brani tratti dal loro album Atomic, Toni Santagata e Raffaella Carrà. Inoltre, in questa trasmissione fu presentato per la prima volta il Commodore 64.

## Sigla
La sigla iniziale animata era You Can Do Magic, cantata dagli America. La sigla di chiusura era Vita semplice, cantata da Sammy Barbot.